# 李醺雨
李 醺雨（り くんう、イ・フヌ、이 훈우、1886年 - 1937年）は、朝鮮の建築家。

## 生涯
1886年、慶尚南道河東郡に李鍾亀の3男として生まれた。日本で留学し、1908年4月、名古屋高等工業学校建築科に入学し、1911年3月に卒業した。1917年12月31日、朝鮮総督府総督官房土木局営繕課の技手に任じられ、朝鮮総督府の景福宮新庁舎の建築過程に職員として参加した。
1920年、総督府技手を辞職し、李醺雨建築工務所を開業した。これは、朝鮮人により設立された建築事務所の中で最も早い例とされる。

## 主な作品
- 釜山中学校（1913年）
- 普成学校（1914年）
- 同徳女学校（1915年）
- 民立ソウル病院（1921年、未完成)
- 天道教大神師出世百年記念館（1924年）
- 晋州・一新女子高等普通学校（1928年、慶尚南道営繕課との共同作業）
- 朝鮮日報社平壌支局（1929年）